# Kalinovac (Ub)
Kalinovac (Ub) (em cirílico: Калиновац) é uma vila da Sérvia localizada no município de Ub, pertencente ao distrito de Kolubara, na região de Tamnava. A sua população era de 406 habitantes segundo o censo de 2011.

## Demografia
| 1948 | 1953 | 1961 | 1971 | 1981 | 1991 | 2002 | 2011 |
| ---- | ---- | ---- | ---- | ---- | ---- | ---- | ---- |
| 646  | 716  | 724  | 668  | 605  | 514  | 480  | 406  |